# Mistrzostwa Świata w Kolarstwie Szosowym 1980
53. Mistrzostwa świata w kolarstwie szosowym – zawody kolarskie, które odbyły się  w dniach 30–31 sierpnia 1980 we francuskiej miejscowości Sallanches. Były to siódme zorganizowane w tym kraju mistrzostwa świata w kolarstwie szosowym (poprzednio w: 1924, 1933, 1947, 1958, 1964 i 1972). Nikomu nie udało się obronić tytułu mistrza świata.
Rozegrano tylko wyścigi ze startu wspólnego zawodowców i kobiet, ponieważ pozostałe konkurencje amatorów rozgrywane zazwyczaj na mistrzostwach odbyły się w tym samym roku na igrzyskach olimpijskich w Moskwie. Polacy nie brali udziału w mistrzostwach.

## Kalendarium zawodów
| Kalendarz MŚ w Kolarstwie Szosowym 1980 |       |       |
| Konkurencja (dystans)                   | Data  | Data  |
| Konkurencja (dystans)                   | 30.08 | 31.08 |
| Mężczyźni                               |       |       |
| Elita                                   |       |       |
| Wyścig ze startu wspólnego (268 km)     |       |       |
| Kobiety                                 |       |       |
| Wyścig ze startu wspólnego (53,6 km)    |       |       |

## Medaliści
| Konkurencja dystans – (data)                       | Złoto:          | Czas (prędkość)       | Srebro:                  | Czas   | Brąz:          | Czas   |
| Mężczyźni                                          |                 |                       |                          |        |                |        |
| Elita                                              |                 |                       |                          |        |                |        |
| Wyścig ze startu wspólnego 268 km – (31 sierpnia)  | Bernard Hinault | 7:32:16 (35,554 km/h) | Gianbattista Baronchelli | + 1:01 | Juan Fernández | + 4:25 |
| Kobiety                                            |                 |                       |                          |        |                |        |
| Wyścig ze startu wspólnego 53,6 km – (30 sierpnia) | Beth Heiden     | 1:45:15 (30,555 km/h) | Tuulikki Jahre           | + 0:00 | Mandy Jones    | + 0:00 |

## Szczegóły
| Miejsce | Zawodnik                 | Narodowość        | Czas    |
| złoto   | Bernard Hinault          | Francja           | 7:32:16 |
| srebro  | Gianbattista Baronchelli | Włochy            | + 1:01  |
| brąz    | Juan Fernández           | Hiszpania         | + 4:25  |
| 4       | Miro Panizza             | Włochy            | + 4:25  |
| 5       | Jonathan Boyer           | Stany Zjednoczone | + 4:25  |
| 6       | Bert Pronk               | Holandia          | + 4:25  |
| 7       | Roger De Vlaeminck       | Belgia            | + 4:25  |
| 8       | Jørgen Marcussen         | Dania             | + 4:25  |
| 9       | Sven-Åke Nilsson         | Szwecja           | + 4:25  |
| 10      | Giovanni Battaglin       | Włochy            | + 8:34  |

| Miejsce | Zawodniczka              | Narodowość        | Czas    |
| złoto   | Beth Heiden              | Stany Zjednoczone | 1:45:15 |
| srebro  | Tuulikki Jahre           | Szwecja           | + 0:00  |
| brąz    | Mandy Jones              | Wielka Brytania   | + 0:00  |
| 4       | Francesca Galli          | Włochy            | + 0:00  |
| 5       | Heidi Hopkins            | Stany Zjednoczone | + 0:25  |
| 6       | Pia Prim                 | Szwecja           | + 1:14  |
| 7       | Hennie Top               | Holandia          | + 1:49  |
| 8       | Karen Strong             | Kanada            | + 2:11  |
| 9       | Leontien van der Lienden | Holandia          | + 2:11  |
| 10      | Jeannie Longo            | Francja           | + 2:17  |

## Tabela medalowa
| Tabela medalowa |                   |       |        |      |       |
| Miejsce         | Reprezentacja     | Złoto | Srebro | Brąz | Razem |
| 1               | Francja           | 1     | 0      | 0    | 1     |
| 1               | Stany Zjednoczone | 1     | 0      | 0    | 1     |
| 3               | Szwecja           | 0     | 1      | 0    | 3     |
| 3               | Włochy            | 0     | 1      | 0    | 1     |
| 5               | Hiszpania         | 0     | 0      | 1    | 1     |
| 5               | Wielka Brytania   | 0     | 0      | 1    | 1     |